# Carl Hugo Tzschucke
Carl Hugo Tzschucke (* 28. Januar 1809 in Meißen; † 20. März 1879 ebenda) war ein deutscher Jurist und Politiker. Er war Mitglied der Frankfurter Nationalversammlung und beider Kammern des Sächsischen Landtags.

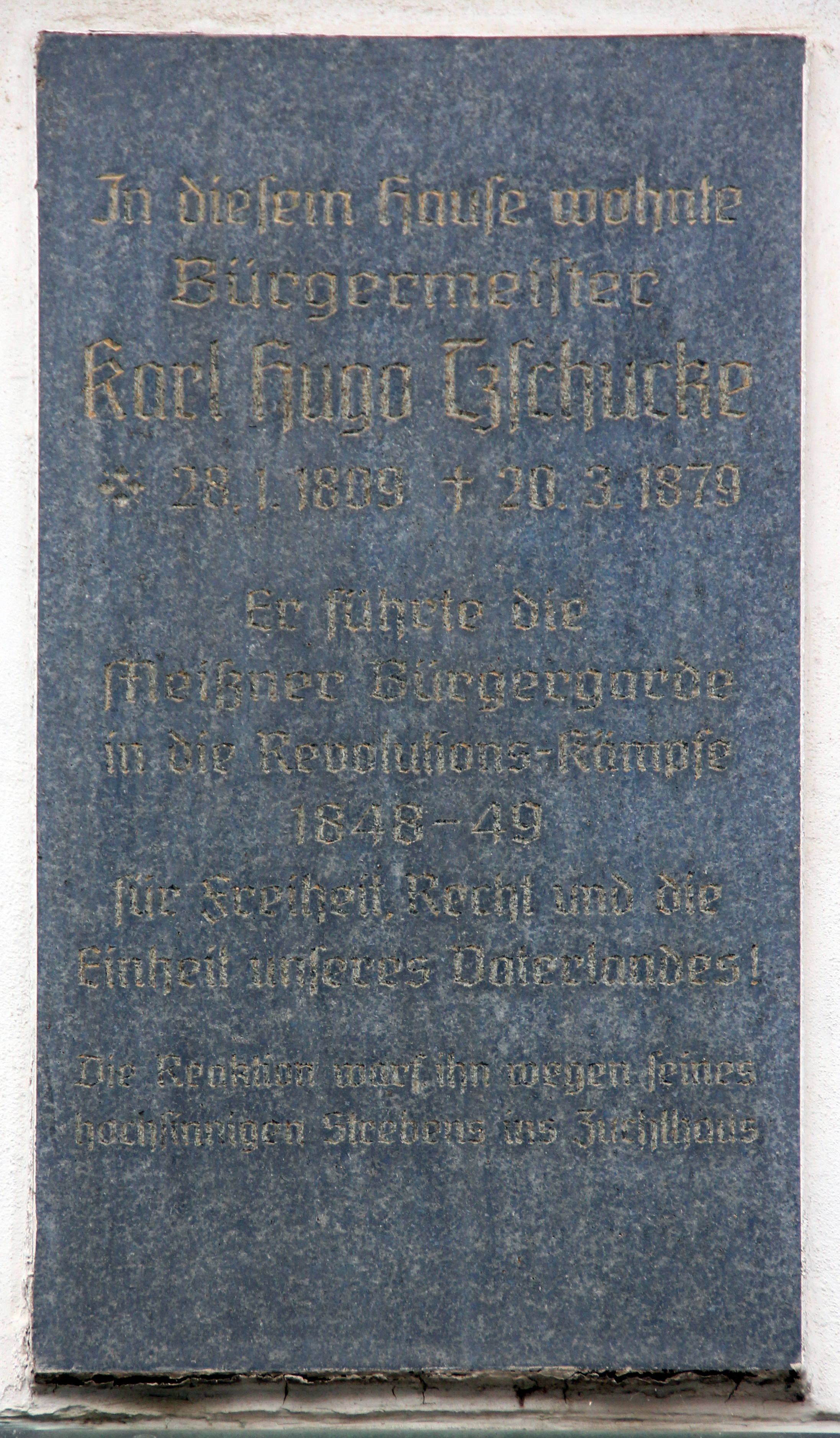
Gedenktafel am Haus, Markt 9, in Meißen

## Leben und Wirken
Der Sohn des Gerichtsdirektors Johann Carl Gottlieb Tzschucke besuchte von 1823 bis 1827 die Fürstenschule St. Afra und studierte anschließend bis 1832 an der Universität Leipzig die Rechtswissenschaft. Eine erste Tätigkeit als Akzessist beim Kreisamt folgte. Von 1833 bis 1846 war er Stadtgerichtsassessor seiner Heimatstadt Meißen. Von 1837 an war er dort als Stadtrat tätig, bis er 1840 zum Bürgermeister gewählt wurde. Von 1842 bis 1848 vertrat er den 5. städtischen Wahlkreis in der II. Kammer des Sächsischen Landtags, dabei bekleidete er 1845/46 das Amt des 2. Sekretärs der Kammer. Als gewählter Abgeordneter des 20. sächsischen Wahlkreises (Meißen) gehörte er vom 20. Mai bis zum 9. November 1848 dem Frankfurter Paulskirchenparlament (Fraktionen Deutscher Hof und Donnersberg) an. Nach seiner Mandatsniederlegung wurde Gustav Moritz Hallbauer sein Nachfolger. Im Dezember 1848 wurde er im 13., 14. und 14. Wahlkreis in die I. sächsische Kammer des Landtages 1849 gewählt. Dabei bekleidete er das Amt des 1. Vizepräsidenten der Kammer.
Anfang Mai 1849 beteiligte er sich am Dresdner Maiaufstand, weswegen er nach dessen Niederschlagung in Untersuchungshaft festgesetzt wurde. Es folgten ein Strafverfahren wegen Hochverrats, die Amtsenthebung als Bürgermeister von Meißen und 1850 die Verurteilung zu einer Haftstrafe von fünfeinhalb Jahren. Seine Haft verbrachte er im Landesgefängnis Hubertusburg, wurde jedoch bereits 1851 begnadigt. Anschließend praktizierte er von 1852 bis 1879 als Rechtsanwalt in Meißen.
Am Haus Markt 9 in Meißen befindet sich eine Tafel, die an Tzschucke erinnert. Eine Straße und ein Altenheim in Meißen tragen seinen Namen.